# Renato Meneghetti
Renato Meneghetti (* 19. März 1947 in Rosà) ist ein italienischer Künstler.
Meneghetti betätigte sich in vielfältiger Weise künstlerisch; so malte er, schuf Skulpturen, arbeitete als Musiker und als Autor. Zwischen 1981 und 1983 schuf er eine Reihe von experimentellen Kurzfilmen, dem der abendfüllende Streifen Divergenze parallele folgte, für den er in allen wichtigen Funktionen verantwortlich zeichnete.
Nach einem Architektur- und Designstudium in Venedig erhielt seine erste Einzelausstellung 1966 in Bassano di Grappa, in der er seine Monotypien vorstellte. Anschließend wandte er sich der Technik des Übermalens und teilweise Wieder-Abkratzens zu. Nach seinen Filmen der 1980er Jahre und anschließenden Performances, die das Verhältnis von Bild und Ton thematisieren, übernahm er 1993 das Theaterfestival von Padua und gewann den Fenice d'oro für die beste Theaterarbeit des Jahres. Ende der 1990er Jahre finden sich neue künstlerische Arbeiten, in denen Meneghetti Röntgenbilder übermalt und verfremdet.